# Quint Sertori

Hispània Citerior

Quint Sertori (en llatí Quintus Sertorius) va ser el lloctinent de Gai Mari i un dels caps del partit popular a Roma i governador d'Hispània fins a la seva mort. Sertori va néixer a Nursia (Sabínia) cap al 121 aC, en una família modesta.

## Inicis de la seva carrera política i militar
El seu pare va morir jove i la seva mare va cuidar de la seva educació. Va començar la carrera militar a la Gàl·lia en la sagnant Batalla d'Arausio (105 aC) quan el procònsol Quint Servili Cepió va ser derrotat pels cimbres i teutons. A Sertori el van ferir però es va salvar creuant el riu nedant. L'any 102 aC era amb Gai Mari a Aquae Sextiae i va entrar al campament teutó disfressat per espiar a l'enemic.
Després va servir com a tribú militar a Hispània amb Tit Didi l'any 97 aC, i va passar l'hivern a Castulo prop del Guadalquivir. La guarnició romana va ser expulsada pels locals, degut als seus abusos, però Sertori va dirigir el contraatac i va massacrar als habitants i als que no va matar els va vendre com esclaus.
Al seu retorn a Roma va ser nomenat qüestor a la Gàl·lia Transpadana (91 aC). Va llevar tropes per participar en la guerra social i probablement va tenir algun comandament. En aquesta guerra va perdre un ull. Va ser candidat a tribú, però es va trobar amb l'oposició dels aristòcrates.

## La guerra civil. L'aliança amb Cinna i Gai Mari
L'any 88 aC es va declarar a favor dels populars, i va esclatar la guerra civil. Mari va sortir de Roma, però Sertori hi va romandre i després, junt amb Luci Corneli Cinna va intentar la tornada al poder dels populars fins que la victòria del cònsol Gneu Octavi al Fòrum els va obligar a sortir de la ciutat. Poc temps després els populars van tornar a atacar Roma i Gai Mari se'ls va unir, tot i que Sertori era contrari a la seva intervenció. Cinna no el va escoltar i Mari va entrar a Roma amb Cinna. Sertori dirigia un dels exèrcits populars i va lluitar en la batalla de la Porta Collina contra Gneu Pompeu. A les massacres que van seguir la tornada dels populars a Roma, Sertori no hi va participar, fins i tot s'hi va oposar i va salvar a molts amenaçats protegint-los al seu campament.

## El retorn de Sul·la
L'any 83 aC Sertori va ser pretor. Llavors va tornar Sul·la després de sotmetre Mitridates VI Eupator. Els populars, dirigits pel cònsol Norbà van ser derrotats i les forces de l'altre cònsol, Corneli Escipió, es van passar a Sul·la. Sertori es va retirar a Etrúria.
El 82 aC li va ser confiada l'administració de la Hispània Ulterior i amb pocs homes i pocs diners va marxar a Hispània a través de la Gàl·lia i els Pirineus.

## La deriva de Sertori lluny de Roma
Després del triomf de Luci Corneli Sul·la es trobava com a procònsol a Hispània. Sul·la va enviar a governar la província Citerior a Valeri Flac, però Quint Sertori, que seguia addicte al partit popular, i que gaudia de certa popularitat a la zona, no reconeixia l'autoritat del dictador. L'any 82 aC Valeri Flac i Gai Anni van intentar desallotjar Sertori del seu govern. Sul·la va enviar al país a Gai Anni Lusc amb títol de procònsol i amb els qüestors Luci Fabi i Quint Tarquici, que van marxar cap als Pirineus, on els passos orientals estaven fortificats per ordre de Sertori, que havia confiat la custòdia dels mateixos al seu lloctinent Juli Salinator. Havent estat assassinat a traïció Salinator, els partidaris de Sul·la van poder entrar a la província, i Sertori va haver de fugir a Cartago Nova, i després a Mauritània (81 aC), on existia una forta facció addicta als populars de Roma. No va poder desembarcar en ser atacat pels locals i es va fer altre cop a la mar; es va unir a uns pirates cilicis i es va apoderar de les illes Pitiüses; atacat per Lusc es va haver de dirigir cap a l'estret de Gibraltar i finalment va desembarcar a la boca del Guadalquivir (Betis).
A Gades uns pirates de Cilícia li van parlar de les illes atlàntiques, Madeira i potser Canàries, descrites com a llocs feliços i va estar a punt de dirigir-s'hi, per establir en aquestes illes els seus quarters vivint lliure de tiranies i sense guerres, però els pirates cilicis el van abandonar i per pagar als seus homes va haver d'atacar Mauritània on va ajudar uns rebels contra el rei. Victoriosos els rebels amb l'ajut de Sertori, també va derrotar a Paccià, enviat per Sul·la a la regió. Va ocupar Tingis (Tànger) on era el rei de Mauritània (que devia ser Boccus I) o d'un vassall del rei i es va fer amo de la regió i les forces de Paccià es van passar al seu bàndol.
L'any 80 aC va aprofitar una rebel·lió a Lusitània, i amb el suport de soldats romans que li havien restat lleials i de natius mauritans (en total uns dos mil homes un terç amazics), va desembarcar a la província Ulterior. Sertori va concertar una aliança amb els rebels lusitans, que el van designar com a cap.
L'any 80 aC Sul·la va enviar a Luci Domici Aenobarb a la Hispània Citerior i Fufidi a la Ulterior. Fufidi va ser derrotat per Sertori a la vora del Guadalquivir i va deixar la província en mans de Sertori, mentre molts romans proscrits per Sul·la s'unien a les seves files.
El 79 aC Sul·la va nomenar governador de les Hispànies a Quint Cecili Metel Pius el fill de Quint Cecili Metel Numídic, però Sertori va utilitzar la guerra de guerrilles i no va presentar mai batalla en camp obert i així el romà no va poder fer res. Aenobarb i el seu llegat Tori, van ser derrotats a la vora del Guadiana per Luci Hirtuleu, i els dos generals van morir. Luci Hirtuleu, que actuava com a qüestor de Sertori, va derrotar també al governador de la Citerior, Marc Domici Calví (79 aC), el qual va morir en la lluita, deixant la Citerior a mans de Sertori.
En la mateixa zona del nord-est, els romans van ser derrotats per generals de Sertori: Luci Valeri Preconí fou derrotat a la vota del Sicoris (Segre) i Luci Manli, procònsol de la Narbonense, al front de les tropes d'auxili, van ser rebutjades pels sertorians prop d'Ilerda l'any 78 aC, perdent el seu equip. Mentre, Metel continuava fustigat per la guerrilla de Sertori. Aquest el va desafiar a combat singular que Metel va refusar. Metel va atacar la ciutat de Langobritae o Langobriga, de situació incerta, ciutat que només tenia una font d'aigua, però Sertori va ser capaç de subministrar aigua als assetjats. Finalment, el lloctinent de Metel, Gai Aquini, va caure en una emboscada i Metel es va haver de retirar.
L'any 77 aC es va unir a Sertori un oficial de nom Marc Perpenna Ventó amb alguns nobles i senadors i algunes tropes (segons Plutarc 53 cohorts, que van ser les que van forçar Perpenna a acceptar el comandament de Sertori).
Sertori es va comportar com un hàbil polític: va instituir un Senat de 300 membres, sense cap provincial i va conservar les formes de govern romanes, titulant-se únicament procònsol. Mitjançant una eficaç política d'aliances, de tolerància i de justícia i amb un tracte suau per als governats, es va guanyar l'adhesió dels pobles de les Hispànies; la seva cavallerositat va contribuir a acréixer el suport popular i l'adhesió dels provincials sobretot de la Citerior, que dominava completament, al costat d'una bona part de l'Ulterior. Va establir també una escola a Osca per l'educació dels fills dels caps hispans. La situació d'aquesta escola sembla demostrar que tota Hispània, fora d'algunes ciutats fortificades, era en poder de Sertori. La base principal de Sertori era la regió de l'Alt Ebre: Calagurris, actual Calahorra (ciutat poblada per celtibers), Osca (seu de l'esmentada acadèmia) i Ilerda (actual Lleida, en territori dels ibers ilergets). També tenia un fort suport en tota la zona costanera al voltant de la capital provincial Tarraco, actual Tarragona. Sertori es va reconciliar també amb els celtibers, que li van donar el seu suport.
El mateix 77 aC Gneu Pompeu, un simple eques, va ser designat comandant a Hispània. Va rebre la mateixa autoritat que Metel, una mesura que va portar a friccions entre els dos caps. Pompeu en 40 dies va fer els preparatius i va sortir d'Itàlia amb 30.000 homes a peu i 1.000 cavallers (començament del 76 aC). Pel camí va construir una via militar als Alps Cotians. Va desembarcar al sud i va avançar per la costa, sense trobar gaire resistència. Fou a l'inici d'aquesta penetració que Pompeu fundà a l'avui anomenat pla de Girona l'oppidum de Gerunda, l'actual Girona, sobre la Via Heraclea per defensar-la, atès que era l'única calçada que comunicava el nord-est peninsular amb la Gàl·lia i Roma. La ciutat de Laurona (actual Llíria), prop de València, amenaçada per Sertori, es va declarar al seu favor, però de sobte es va presentar Sertori i el va fer recular. Laurona va caure en mans de Sertori i va ser incendiada.
Pompeu va passar l'hivern a la Citerior, al nord de l'Ebre, probablement prop dels Pirineus (segons Appià). El campament d'hivern de Sertori era també proper a l'Ebre a Aelia Castra o a Lusitània segons Appià. Al començament del 75 aC Perpenna havia estat enviat cap a les boques de l'Ebre per vigilar Pompeu i Hirtuleu fou enviat a la Bètica. Sertori va avançar seguint el curs de l'Ebre aigües amunt, passant per Bursao, Cascantum (l'actual Cascante, al Sud de Tudela) i Graccuris (probablement Alfaro, a la Rioja) fins a Calagurris (Calahorra) i l'endemà d'aquest trajecte, a través del territori dels vascons, va arribar a les terres dels berons i es va trobar amb altres forces fidels dirigides per Marc Insteu a Contrebia.
Hirtuleu que tenia ordes de no presentar batalla, va desobeir i va ser derrotat per Metel a Itàlica. Després d'aquesta victòria romana Metel va avançar per l'Ebre contra Sertori. Hirtuleu va reorganitzar les tropes i va avançar cap al nord però en una segona batalla prop de Segòvia fou altre cop derrotat i mort. Mentrestant altres tropes sertorianes dirigides per Herenni i per Perpenna s'havien reunit a la zona de la costa. Llavors Pompeu va creuar l'Ebre i va avançar cap al sud, derrotant Perpenna i Herenni a València prop del Túria o Guadavial. Herenni va morir junt amb deu mil homes. Pompeu va buscar el combat amb Sertori, que avançava des de l'oest, perquè no volia compartir la glòria amb Metel. Sertori, tanmateix, volia lluitar abans de la unió dels dos exèrcits romans. La batalla es va lliurar a la vora del Sucro (Xúquer) i no va tenir un guanyador clar; l'ala dreta de Pompeu (dirigida per aquest) fou posada en fuga, però l'ala esquerra sota Luci Afrani, va vèncer l'ala dreta de Sertori. L'arribada de Metel l'endemà va obligar Sertori a retirar-se (es diu que va dir "si aquesta vella dona -Metel- no hagués vingut, li haguera donat a aquest noiet –Pompeu- un bona lliçó").
L'exèrcit romà unit va patir llavors la manca de provisions. Els romans es van haver de separar i Sertori va atacar Pompeu prop de Sagunt, a la comarca de Morvedre, i el va derrotar (els romans van perdre sis mil homes, el doble que Sertori), però aquesta derrota va ser compensada per la victòria de Metel sobre el contingent de Perpenna que va perdre també uns milers d'homes. Finalment Pompeu es va retirar per passar l'hivern al país del vacceus i va demanar subministraments de menjar i homes al Senat. Dues legions i menjar li foren enviats a proposta de Luci Licini Lucul·le, que tenia por que una tornada de Pompeu a Itàlia li prengués el comandament de la guerra contra Mitridates VI Eupator. Metel pel seu cantó va passar l'hivern a Catalunya entre l'Ebre i els Pirineus o segons Plutarc a la Gàl·lia. Sertori segons Plutarc va passar l'hivern als país dels arevacs (a Clúnia, prop del Duero), però això sembla un error.
De les campanyes del 74 aC, 73 aC i 72 aC hi ha molt poca informació, però sembla que el bàndol de Sertori va perdre força. Pompeu va rebre els reforços el 74 aC (dues legions). Metel va oferir una gran recompensa pel cap de Sertori. Durant l'any 74 aC, Pompeu va assetjar Palantia (Palència) a Lleó, però es va retirar quan es va acostar Sertori i es va unir a Metel. Els dos generals van avançar cap a Calagurris (aliada de Sertori mentre que els vascons ho eren de Pompeu. Calagurris no va obrir les portes a Pompeu), però allí es va lliurar una batalla en la qual els romans foren derrotats.
L'hivern següent, Metel va passar l'hivern a la Citerior, però Pompeu, per manca de subministraments, va haver d'anar a la Gàl·lia on governava Marc Fonteu. Se sap que aproximadament l'any 74 aC Pompeu, escàs de queviures, es va retirar a territori dels vascons, on aquell hivern va fundar la ciutat de Pamplona, potser sobre un poblat ja existent, segurament anomenat Olcairun (del celta Olca i el basc irun). Allà va aquarterar els seus homes i va crear magatzems per al blat que li arribava d'Aquitània; també el 74 aC Pompeu va inspeccionar la costa sud-est d'Hispània on va preparar la flota per interceptar subministraments per l'enemic.

## Traïció i mort

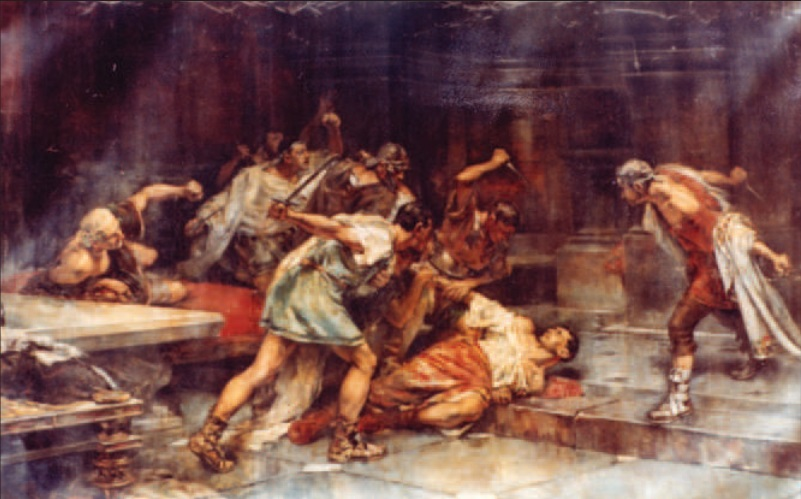
Vicent Cutanda. La mort de Sertori

Els anys 73 aC i 72 aC, els romans van ocupar diverses ciutats, però no es va lliurar cap batalla decisiva. Segons Appià, Sertori es va tornar desconfiat i va començar a abusar del vi i de les dones; d'altra banda els alts càrrecs romans del bàndol de Sertori abusaven de la seva autoritat amb els nadius i van provocar algunes revoltes. Alguns dels joves hispans que estudiaven a Osca van ser executats i altres venuts com esclaus. Però no eren els hispans els que van conspirar contra Sertori, deu romans encapçalats per Perpenna eren els principals conspiradors.
Aquest homes li van enviar a Sertori una carta on li anunciaven una gran victòria i el cap rebel va decidir celebrar el fet amb un banquet al qual fou convidat Perpenna i altres conspiradors. A un senyal convingut, Mani Antoni va ferir Sertori amb l'espasa i el mateix home i la resta de conspiradors el van rematar (72 aC).
Perpenna va succeir Sertori però va ser derrotat a la primera batalla, els seus principals oficials van morir i ell mateix fet presoner. Va oferir a Pompeu l'entrega dels papers de Sertori amb les cartes de molts notables romans, en algunes de les quals s'oferia a Sertori el poder si anava a Itàlia i derogava la constitució de Sul·la, però Pompeu va actuar aquí com un "príncep" i va refusar els documents, que va cremar i va fer executar Perpenna.
Després d'això la guerra es va acabar aviat. Les ciutats que restaven aixecades van ser sotmeses i l'hivern d'aquell any quasi tota Hispània estava dominada per Pompeu. Només tres ciutats van resistir: Uxama (Osma), Clúnia i Calagurris, però totes tres van ser ocupades aviat pels legionaris romans. La majoria dels sertorians van fugir a Mauritània o es van unir als pirates. Algunes ciutats que s'havien destacat en el suport a Roma van rebre la ciutadania i entre els individus que van rebre aquesta distinció hi havia Luci Corneli Balb. Metel ja havia tornat a Itàlia i la glòria de la victòria final va ser per a Pompeu.